# Caulibugula
Caulibugula är ett släkte av mossdjur. Caulibugula ingår i familjen Bugulidae.
Släktet Caulibugula indelas i:
- Caulibugula annulata
- Caulibugula armata
- Caulibugula aspinosa
- Caulibugula binata
- Caulibugula bocki
- Caulibugula caliculata
- Caulibugula californica
- Caulibugula ciliata
- Caulibugula ciliatoidea
- Caulibugula dendrograpta
- Caulibugula exilis
- Caulibugula glabra
- Caulibugula gracilenta
- Caulibugula haddoni
- Caulibugula hainanica
- Caulibugula hastingsae
- Caulibugula inermis
- Caulibugula irregularis
- Caulibugula levinseni
- Caulibugula longiconica
- Caulibugula longirostrata
- Caulibugula lunga
- Caulibugula mortenseni
- Caulibugula occidentalis
- Caulibugula pearsei
- Caulibugula separata
- Caulibugula sinica
- Caulibugula tuberosa
- Caulibugula zanzibarensis
- Caulibugula zanzibariensis